# Малая Малаговская
Малая Малаговская — деревня в Шахровском сельском поселении Омутнинского района Кировской области России.

## География
Деревня расположена в 13 километрах к югу от районного центра — города Омутнинска.
В Малой Малаговской одна улица под названием Центральная.

## История
Основана в 1930-х годах выходцами из Удмуртии, жившими ранее в одноимённой удмуртской деревне. В советское время в деревне работали колхоз «Новый труд», сначала переименованный в колхоз имени Молотова, потом в «Победу».

## Население
| 2010 |
| ---- |
| 54   |